# 規範的分析
規範的分析（きはんてきぶんせき、normative analysis）とは、ものごとがどうあるのが望ましいかを課題とした分析のこと。対義語は事実解明的分析。

## 概要
規範的分析においては、どのような社会的制度が望ましいか、あるいは与えられた目的に対してどのような政策を選択するべきかということが問題となる。望ましさの判断には最終的に先決的な価値観が関わり、たとえば経済学においては一般に、よりパレート効率的なものを望ましいと判断する。
具体例を挙げると、貧困者への保障として、現金で支給を行うべきか、それとも住居や食事などの現物で支給を行うべきか、どちらの方がより望ましい政策かの判断などである。その他、独占禁止法などの競争政策や、公害などの外部経済が発生している場合への規制政策など、様々な分野において規範的分析が行われている。
規範的分析は事実解明的分析と相互依存的である場合がある。たとえば、上記の公害問題において、ピグー税を課すことが望ましいと規範的分析により判断し実行した場合、実際に導入されたピグー税の規模でどの程度、汚染物質の排出が抑制されたかや、社会厚生がどの程度向上したかなどを事実解明的分析によって評価し、その分析結果を基に再度、規範的分析を行ってより望ましい制度はどのようなものかを考えていく、といったことがなされる。